# Political Animals
Political Animals é uma minissérie de televisão norte-americana do gênero comédia dramática. Foi exibida em seis episódios entre em 15 de julho a 19 de agosto de 2012 no canal USA Network. No Brasil foi retransmitida pelo canal por assinatura HBO Brasil, com seu primeiro episódio estreando em 21 de janeiro de 2013.

## Sinopse
A série trata da vida da família de Elaine Barrish e Donald "Bud" Hammond. Ele é um ex-presidente dos Estados Unidos e ela é sua ex-esposa, e ex-governadora de Illinois. Esta pretende ser a próxima presidente norte-americana porém há diversos obstáculos em seu caminho, principalmente em sua própria família. 

## Elenco principal
- Sigourney Weaver ..... Elaine Barrish, ex-primeira dama dos EUA
- Carla Gugino ..... Susan Berg, jornalista
- Sebastian Stan ..... Thomas "T.J." Hammond, filho de Elaine
- James Wolk ..... Douglas Hammond, filho de Elaine
- Ellen Burstyn ..... Margaret Barrish, mãe de Elaine
- Ciarán Hinds ..... Donald "Bud" Hammond, ex-presidente dos EUA
- Brittany Ishibashi ..... Anne Ogami, noiva de Douglas
- Adrian Pasdar ..... Paul Garcetti, atual presidente dos EUA
- Dylan Baker ..... Fred Collier, vice-presidente dos EUA
- Roger Bart ..... Barry Harris, chefe de gabinete da presidência

## Produção
A minissérie foi ambientada em Washington, D.C. mas filmada na Filadélfia.  O figurino de Sigourney Weaver foi especialmente desenhado por Ann Roth. "Future Starts Slow" do grupo The Kills é o tema de abertura.

## Prêmios
Sigourney Weaver foi indicada aos Prêmios Globo de Ouro 2013 de melhor atriz em minissérie ou filme para TV.